# Municipio de Plumstead
El municipio de Plumstead (en inglés: Plumstead Township) es un municipio ubicado en el condado de Bucks en el estado estadounidense de Pensilvania. En el año 2000 tenía una población de 11.409 habitantes y una densidad poblacional de 162.2 personas por km².

## Geografía
El municipio de Plumstead se encuentra ubicado en las coordenadas 40°23′00″N 75°06′59″O / 40.38333, -75.11639.

## Demografía
Según la Oficina del Censo en 2000 los ingresos medios por hogar en la localidad eran de $70,332 y los ingresos medios por familia eran $80,946. Los hombres tenían unos ingresos medios de $56,263 frente a los $33,633 para las mujeres. La renta per cápita para la localidad era de $29,411. Alrededor del 2,5% de la población estaban por debajo del umbral de pobreza.